# Un tritone per amico
Un tritone per amico (Ned's Newt) è una serie televisiva animata canadese del 1997, creata da Andy Knight e Mike Burgess.
La serie è stata trasmessa per la prima volta in Canada su Teletoon dal 17 ottobre 1997 al 31 dicembre 1999, per un totale di 39 episodi ripartiti su tre stagioni. In Italia la serie è stata trasmessa su Italia 1 dal 26 settembre 1999.
La musica della sigla italiana cantata da Cristina D'Avena è stata composta da Franco Fasano, mentre il testo è stato scritto da Alessandra Valeri Manera.

## Episodi
| Stagione         | Episodi | Prima TV originale | Prima TV Italia |
| ---------------- | ------- | ------------------ | --------------- |
| Prima stagione   | 13      | 1997-1998          | 1999            |
| Seconda stagione | 13      | 1998-1999          | 2000            |
| Terza stagione   | 13      | 1999               | 2000            |

## Personaggi e doppiatori
- Newton, voce originale di Harland Williams (ep. 1-35) e Ron Pardo (ep. 36-39), italiana di Pietro Ubaldi.
- Ned Flemkin, voce originale di Tracey Moore, italiana di Federica Valenti.
- Sharon "Mamma" Flemkin, voce originale di Carolyn Scott, italiana di Cinzia Massironi.
- Eric "Papà" Flemkin, voce originale di Peter Keleghan, italiana di Federico Danti.
- Linda Bliss, voce originale di Tracy Ryan.
- Doogle, voce originale di Colin O'Meara.
- Billy Cartwright, voce originale di Richard Yearwood.